# MTV MIX
MTV MIX foi um canal de música por assinatura lançado no Japão pela parceria entre Viacom International Media Networks e HJ Holdings em 1 de junho de 2017. Sua programação era composta por videoclipes internacionais e locais, e uma variedade de reality shows populares da MTV. O canal encerrou as suas atividades em 31 de agosto de 2020, e esteve disponível nos serviços Hulu e Prime Video Channels.

## História
Em 26 de abril de 2017, foi anunciado o lançamento da MTV MIX durante uma conferência da indústria de mídia, APOS, como fruto de uma parceria entre a Viacom International Media Networks Asia e o grupo HJ Holdings, controlador do Hulu Japão. Foi o primeiro canal linear OTT baseado em assinatura da Viacom na Ásia. Após um ano de seu lançamento, foi disponibilizado no serviço Prime Video Channel, aumentando a sua base de clientes.
O encerramento do canal ocorreu em 31 de agosto de 2020, após um período sem adição de novos conteúdos.